# Tex Avery
Pour les articles homonymes, voir Avery.
 (octobre 2015).
Frederick Bean Avery, dit Tex Avery /teks ˈeɪvəri/, est un réalisateur de films d'animation, né le 26 février 1908 à Taylor (Texas) et mort le 26 août 1980 à Burbank (Californie).
Il est à l’origine du style farfelu des cartoons hollywoodiens des années 1940. Tex Avery travaille pour les studios Universal, Warner Bros. et Metro-Goldwyn-Mayer (MGM), et est connu pour ses créations d'univers aux situations délirantes. Parmi les personnages qu'il crée, figurent Bugs Bunny, Daffy Duck, Le Loup, Droopy, Casse-noisettes ou Georges et Junior.

## Biographie

### Les débuts (1908-1929)
Tex Avery naît le 26 février 1908 et passe son enfance dans sa ville natale de Taylor au Texas. Il commence à dessiner à l’âge de 13 ans en écrivant des bandes dessinées pour le journal de son collège.
À la fin de son adolescence, il part faire des études à l'Art Institute of Chicago où il se forme aux métiers de dessinateur et d'animateur. Il obtient son diplôme à la North Dallas High School (en) en 1926. Ne trouvant aucun emploi en tant que dessinateur de bandes dessinées, Avery se lance dans l’animation, pensant qu’il aurait le temps de travailler sur sa première bande dessinée, et s'installe en Californie.

### Années Universal (1929-1935)
Sa carrière dans l'animation commence en 1929 aux studios de Walter Lantz chez Universal, comme intervalliste, où il prend le surnom de Fred Avery. En 1930, il devient animateur et travaille essentiellement sur la série Oswald le lapin chanceux soit dans l'équipe de Walter Lantz, soit dans celle de Bill Nolan. Il en réalise même deux cartoons. C'est à cette époque qu'il rencontre une coloriste (inker), Patricia Johnson, sa future épouse, et qu'il devient borgne en prenant dans l’œil une agrafe, lancée par un membre du groupe.

### Années Warner (1935-1942)
En 1935, Tex Avery contacte Leon Schlesinger, patron des studios d'animation de la Warner Bros. Ce dernier l'engage pour diriger la troisième unité des studios. Son équipe d’animateurs est constituée de Chuck Jones, Bob Clampett, Bob Cannon, Virgil Ross et de Sidney Sutherland. L’équipe développait son propre style, à l’opposé des conventions imposées par Disney. L’équipe Avery travaille d’abord sur la production en noir et blanc des Studios, les Looney Tunes, avant de travailler sur la production en couleur « Technicolor » : les Merrie Melodies. Son premier cartoon Gold Diggers of '49, popularise Porky Pig, première mascotte du studio, dont les traits définitifs ont été dessinés par un de ses animateurs, Bob Clampett.
En 1937, Porky's Duck Hunt introduit un nouveau personnage créé par Avery : Daffy Duck, un canard hors de contrôle bondissant fréquemment en criant « Hoo-hoo! hoo-hoo » d'une voix aiguë et accélérée assurée par Mel Blanc.
On[Qui ?] reconnaît à Avery d’avoir défini la personnalité de Bugs Bunny. Alors que les premières apparitions de Bugs Bunny sont plutôt semblables à celles de Daffy Duck, Avery établira la personnalité de Bugs Bunny dans le dessin animé A Wild Hare en 1940 où ce dernier est animé par Virgil Ross. Avery ne dirigea que trois autres dessins animés mettant en vedette le lapin. Le Bugs Bunny d'Avery est un lapin à l'attitude désinvolte, toujours maître de la situation et qui s’amuse aux dépens de son adversaire. A Wild Hare marque aussi le premier jumelage entre Bugs Bunny et Elmer Fudd, une recomposition d’un autre personnage des Looney Tunes, Egghead, créé également par Avery en 1937. C’est dans ce dessin animé que Bugs Bunny s’approche doucement d’un Elmer en train de « chasser le lapin » (hunting rabbits), et lui demande calmement, pour la première fois « Quoi de neuf, docteur !? » (What's up, doc!?). Devant les réactions positives du public à la nonchalance de Bugs Bunny dans des situations dangereuses, Avery fit de la phrase « Quoi de neuf, docteur ? » une part importante de la personnalité du lapin.
L’association entre Avery et la Warner Bros prend fin en 1941 à la suite d'une dispute avec le producteur Leon Schlesinger au sujet du gag final dans The Heckling Hare en 1941. Dans la version originale imaginée par Avery, Bugs Bunny et le chien de chasse Willoughby le chien (créé par Avery et inspiré par le personnage de Lenny, l'un des deux héros du livre de John Steinbeck, Des souris et des hommes) devaient tomber trois fois d’une falaise. Selon l’historien Michaël Barrier[réf. nécessaire], le nœud du problème pour Schlesinger provenait d’une phrase prononcée par Bugs Bunny juste avant sa troisième chute. La scène montrait Bugs Bunny et le chien se tournant vers les spectateurs et Bugs déclarant : « Hold on to your hats, folks, here we go again! » (« Accrochez-vous à vos chapeaux, les gars, on y retourne ! ») ; cette réplique évoquait un gag radiophonique de l'époque, gag à connotation sexuelle. Ne voulant pas associer Bugs Bunny avec ce genre de blague, Schlesinger, supposé être aux ordres même de Jack Warner, retira la scène de la troisième chute d'Avery sans en informer ce dernier. Devant ce fait accompli, Avery quitta les studios, laissant derrière lui deux cartoons inachevés qui seront complétés par Bob Clampett.
Par la suite, Avery reste quelque temps à la Paramount Pictures où il réalise les trois films de la série Speaking of Animals dans lesquels de véritables animaux étaient pourvus de la parole, grâce à un procédé de doublage de son invention. Il avait, auparavant, proposé cette idée à Schlesinger qui l'avait refusée, une dispute s’était ensuivie et il avait, d'ailleurs, été suspendu pour deux mois.

### Années MGM (1942-1954)

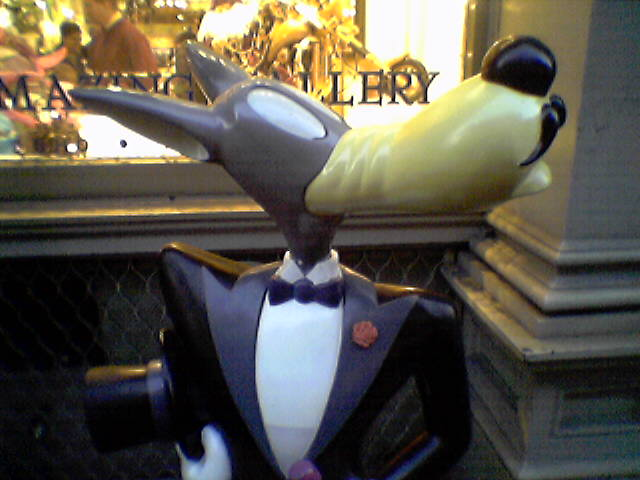
Le loup (Wolfie) en smoking, de Tex Avery, en statue devant « Animazing Gallery », Grand Street à SoHo, ville de New York.

En 1942, le producteur de la Metro-Goldwyn-Mayer cartoon studio, Fred Quimby l’engagea en tant que réalisateur à la MGM (Metro-Goldwyn-Mayer) dans leurs studios d’animation. Avery avait encore une fois carte blanche et était secondé par une équipe tout aussi talentueuse qu’à la Warner Bros. On trouvait Scott Bradley à la musique, Rich Hogan (déjà présent à ses côtés à la Warner) et Heck Allen (en), écrivaient les scénarios, alors que Preston Blair (jusqu'en 1948), Ray Abrams (jusqu'en 1947), Ed Love (jusqu'en 1945) et Walter Clinton (à partir de 1945) s’occupaient de l’animation. Il peut enfin prendre le surnom de Tex Avery du nom de son État d'origine, le Texas. Convaincu que Schlesinger l’empêchait de s'épanouir, Avery atteindra le sommet de son art dans ses années avec la MGM grâce, entre autres causes, à de plus gros budgets et une plus grande liberté. Ces changements sont évidents dès le premier film qu'il réalise à la MGM : Blitz Wolf, parodie des Trois Petits Cochons nommé à l'Oscar du meilleur court-métrage d'animation en 1943. Dans ce cartoon apparaît pour la première fois le loup, animé par Ed Love, caricaturant ici Adolf Hitler.
Le personnage MGM le plus célèbre d'Avery apparaît pour la première fois en 1943 dans Dumb-Hounded : Droopy (initialement Happy Hound). C'est un chien très calme et apathique, presque désabusé, qui gagne toujours à la fin sans jamais produire le moindre effort physique.
Dans Red Hot Riding Hood, toujours en 1943, c'est au tour de la vamp Red, animée par Preston Blair, d'apparaître pour la première fois. Le cartoon fut censuré dans un premier temps, sauf pour les G.I.'s qui purent le voir en version intégrale à la demande de certains de leurs officiers.
Tex Avery inventa ici d'autres personnages légendaires tels que l'écureuil fou Casse-noisettes (Screwball « Screwy » Squirrel) en 1944, les deux ours George et Junior (personnages également inspirés du livre Des souris et des hommes) en 1946 ainsi que le bouledogue Spike (en) en 1949. Parmi les autres personnages de la MGM créés par Avery, il faut noter Bad Luck Blackie, Magical Maestro, Lucky Ducky, King-Size Canary ou encore Le lion flagada, Le chat.
À la fin des années 1940, il commence une série de films mettant en avant la technologie du futur : The House of Tomorrow, Car of Tomorrow, The Farm of Tomorrow et T.V. of Tomorrow.
Pour se rétablir du surmenage, Avery prendra une année sabbatique en 1950 durant laquelle Dick Lundy, tout juste arrivé des studios de Walter Lantz, prendra la relève à la tête de l’équipe d’animation de la MGM et réalisera un cartoon de Droopy ainsi que des cartoons mettant en scène un ancien personnage du studio : Barney Bear. En octobre 1951, Avery revient à la MGM et travaille de nouveau.
En 1953, il crée le Loup sudiste, avatar de Spike comme faire-valoir de Droopy présent dans The Three Little Pups, dans Drag-A-Long Droopy ou dans Deputy Droopy.
L'arrivée de la télévision et du Cinémascope changea le monde de l’animation dans les années 1950. L’industrie devant s’adapter à ce nouveau support, les délais étaient réduits alors que la quantité demandée augmentait. Avery n’acceptait pas ces nouvelles conditions de travail et voulait rester fidèle à sa vision des choses. Épuisé, il quittera la MGM en 1954 pour retourner travailler au Walter Lantz Studio. Son départ oblige l'un de ses talentueux animateurs, Michael Lah, à achever la réalisation de ses deux derniers cartoons : Deputy Droopy et Cellbound qui ne sortiront qu'en 1955. Par la suite et jusqu'à la fermeture du studio, Lah réalisera les derniers cartoons de Droopy en Cinémascope.

### Après la MGM (1954-1980)
Avery restera aux studios de Lantz le temps de diriger quatre nouveaux dessins animés, Crazy Mixed-Up Pup, I'm Cold, The Legend of Rockabye Point et Sh-h-h-h-h-h. Studio dans lequel il définira le caractère de Chilly Willy le manchot. Malgré deux nominations aux Oscars en deux ans, Avery quitte les studios de Lantz, à la suite d'un différend salarial en 1955, ce qui mettra fin à sa carrière dans le monde de la production cinématographique, alors qu'il a moins de 50 ans.
Il se reconvertit dans la publicité télévisuelle dans les années 1960 chez Cascade Pictures of California, dessinant à nouveau les personnages de la Warner Bros avec lesquels il a travaillé à Termite Terrace pour des publicités de jus de fruits de la marque Kool-Aid, et crée notamment les premiers spots de l'insecticide Raid (Oh no! RAID! BOOM!). On lui doit aussi la création, en 1967 de la mascotte controversée de Frito-Lay : Frito Bandito (en), abandonnée en 1971.
Pendant les années 1960 et les années 1970, Avery est de plus en plus réservé et déprimé, bien qu'il continue à inspirer le respect à ses pairs. Avery fait donc un ultime retour dans l’animation la dernière année de sa vie en travaillant à la Hanna-Barbera Productions. Il y coscénarise le dessin animé The Jokebook et crée le Kwicky Koala Show qui met en scène, entre autres, le dernier personnage créé par Avery semblable à Droopy, Kwicky Koala. Il travaille aussi à la création de Cave Mouse, un nouveau personnage pour le Flintstone Comedy Show (en).
Le 26 août 1980, quelques semaines après son entrée à l'hôpital St-Joseph de Burbank, Tex Avery décède à l’âge de 72 ans. Il était atteint d'un cancer du poumon depuis un an. Il repose au Forest Lawn Memorial Park de Hollywood Hills à Los Angeles, Californie.

### Style
Si l'on devait définir le style Avery, on pourrait dire qu'il est le contraire de celui de Walt Disney, référence du genre à l'époque. Pour Avery, il s'agit d'utiliser les possibilités du dessin animé pour enfreindre les contraintes propres au genre, donnant à son style une tournure corrosive absolument non conventionnelle. L'esprit de Tex Avery se trouve parfaitement résumé dans une des scènes les plus célèbres qu'il a imaginées qu'on trouve dans Red Hot Riding Hood, transposition de l'histoire du Petit Chaperon rouge. Le dessin animé commence comme le conte, mais après quelques plans il se poursuit par la révolte du loup prenant à partie l'équipe des scénaristes. Jugeant la situation trop conventionnelle et bientôt rejoint dans sa protestation par les autres personnages, il demande que l'on modifie l'histoire. Le conte redémarre alors revu et corrigé. Le Petit chaperon rouge est devenue une chanteuse de cabaret des plus sexys. Elle rend littéralement fou le loup qui se met à siffler, hurler, trépigner, dont les yeux sortent de leurs orbites, dont la langue tombe sur la table à chaque apparition de la pin-up. Cette scène d'anthologie sera reprise avec de nouvelles trouvailles dans d'autres cartoons d'Avery. Quarante ans plus tard, devenue « culte », elle sera même pastichée dans les films The Mask avec Jim Carrey ou dans Qui veut la peau de Roger Rabbit de Robert Zemeckis.
Les personnages d'Avery brisent également à de nombreuses reprises le quatrième mur. Ainsi, dans Dumb-Hounded et Northwest Hounded Police, il n'hésite pas à faire sortir de l'image des personnages en train de courir emportés par leur élan ; les perforations du film apparaissent alors, créant un effet de surprise totale chez le spectateur ; dans Lucky Ducky, un panneau annonçant la fin du Technicolor surgit soudain à l'écran, la scène passant instantanément au noir et blanc ; dans Aviation Vacation et Magical Maestro, une main enlève un cheveu sur la pellicule ; dans Thugs with Dirty Mugs on voit l'ombre d'un spectateur en train de s'asseoir. Tous ces effets rapprochent l'univers d'Avery du film d'animation plus que du dessin animé traditionnel.
Du temps de la MGM, Avery travaillait avec des couleurs luxuriantes et des fonds réalistes, mais il dut lentement abandonner ce style pour une approche moins réaliste, plus frénétique, comme on le faisait à l'UPA.

### Engagement
Dans Blitz Wolf, son premier cartoon à la MGM et film de propagande américain, Tex Avery met en scène le loup (Hitler) et les Trois Petits Cochons. Un avertissement en début de dessin animé prévient : « The Wolf in this photoplay is NOT fictitious. Any Similarity between this Wolf and that (*!!*___%) jerk Hitler is purely intentional ! » (Le loup de ce film n'est pas fictif. Toute ressemblance entre ce loup et ce (*!!*___%) d'abruti d'Hitler est purement intentionnelle !). On retrouve, au début du film, le pacte de non-agression signé par Adolf Wolf, référence au pacte signé entre Hitler et Staline. La fin du dessin animé annonce : « The End of Adolf » (La fin d'Adolf) et, plus bas, « If you'll buy a stamp or a bond we'll skin that skunk across the pond » (Si vous achetez un bon d'État, on fera la peau à ce putois de l'autre côté de l'Atlantique !). Avant ce cartoon, Tex Avery avait déjà montré son engagement lors de la scène finale de Crazy Cruise, dernier cartoon qu'il réalise à la Warner Bros.

### Reconnaissance tardive
Tex Avery est devenu une référence sur le tard. Il n'a été reconnu et célébré que longtemps après la fin de sa carrière par une poignée de journalistes cinéphiles aux États-Unis, mais aussi et surtout en Europe. Il faut comprendre que durant sa période faste, son nom et sa personnalité n'étaient pas vraiment mis en avant par la Warner ou la MGM. De plus, les critiques et les journalistes ne savaient pas vraiment qui était le créateur qui se cachait derrière cette œuvre si singulière. Certains[Qui ?] ont même cru que Tex Avery n'existait pas et n'était qu'un pseudonyme collectif. C'est à partir des années 1960-70 que l'on a vraiment cerné l'identité et l'histoire de ce génie de l'animation alors qu'il ne produisait plus grand-chose. Cette situation s'explique par plusieurs facteurs : d'abord, les studios hollywoodiens considéraient le dessin animé de court métrage comme un travail collectif. Il est probable aussi qu'ils ne voulaient pas mettre en avant une « vedette » qui aurait pu vouloir voler de ses propres ailes. Enfin, Tex Avery semblait un homme modeste et discret par nature, cultivant un certain mystère sur sa vie personnelle, même s'il était plutôt jovial quand on le rencontrait. Il ne fit jamais d'efforts pour être reconnu comme un grand auteur, semblant étonné qu'on s'intéressât à lui. En France, deux journalistes ont permis une meilleure connaissance de l'homme et de son œuvre : Robert Benayoun d'abord, qui réussit non sans difficultés à établir le contact avec lui et à le rencontrer au début des années 1960, prouvant ainsi qu'Avery n'était pas un mythe, puis Patrick Brion, dont le livre sur le réalisateur rencontra un grand succès à sa parution en 1984, le faisant connaître auprès du grand public.

### Descendance artistique
Bien qu’il n’ait pas connu la renaissance des films d’animation des années 1990-2000, son influence se reflète encore aujourd’hui dans les plus récents dessins animés comme Qui veut la peau de Roger Rabbit, les Tiny Toons, Ren et Stimpy, Les Animaniacs, Les Simpson, etc. Le film The Mask lui rend également hommage.

### Avery et la censure
Les cartoons de Tex Avery ont souvent été l'objet de censure, notamment pour leur caractère supposément « raciste » envers les Afro-Américains entre autres. Cette censure a touché la France au début des années 2000. Ainsi l'édition en DVD de l' « intégrale » de sa période MGM sortie par Warner Home Video en 2003 n'a d'intégrale que le nom. En effet, deux des soixante-cinq films, La Cabane de l'oncle Tom et Le Pygmée demi-portion, ont été purement supprimés, tandis que de nombreux autres films ont subi des modifications ou coupures avec notamment la suppression de plans concernant des gags jugés non politiquement corrects.

## Distinctions

### Nominations aux Oscars
- 1940 : Detouring America, catégorie Oscar du meilleur court-métrage d'animation
- 1941 : Un chasseur sachant chasser (A Wild Hare, 1940), (premier Bugs Bunny), catégorie Oscar du meilleur court-métrage d'animation
- 1943 : Blitz Wolf, catégorie Oscar du meilleur court-métrage d'animation
- 1953 : Bébé avion à réaction[6] (Little Johnny Jet), catégorie Oscar du meilleur court-métrage d'animation
- 1955 : Crazy Mixed Up Pup, catégorie Oscar du meilleur court-métrage d'animation
- 1956 : The Legend of Rockabye Point, catégorie Oscar du meilleur court-métrage d'animation

### Récompense aux Annie Awards
- 1974 : Winsor McCay Award pour l'ensemble de son œuvre.

### National Film Registry
- 1993 : Magical Maestro (1952)

## Filmographie

### Réalisateur

#### Universal Cartoon Studios
- Towne Hall Follies (1935)
- The Quail Hunt (1935) (non crédité)

#### Leon Schlesinger Productions (Warner Bros.)
- Gold Diggers of '49 (1935) (quelques scènes censurées aux États-Unis car basées sur des Noirs)
- The Blow Out (1936)
- Un avion obéissant (Plane Dippy) (1936)
- I'd Love to Take Orders from You (1936)
- Page Miss Glory (1936) (non crédité) (dans le domaine public)
- Fou de jazz (I Love to Singa, 1936)
- Porky the Rainmaker (1936)
- The Village Smithy (1936)
- Milk and Money (1936)
- Don't Look Now (1936)
- Porky le lutteur (Porky the Wrestler) (1937)
- Porky toréador (Picador Porky) (1937)
- I Only Have Eyes for You (1937)
- Porky va à la chasse (Porky's Duck Hunt) (1937)
- Le Bungalow de l'oncle Tom (Uncle Tom's Bungalow, 1937) (cartoon censuré aux États-Unis depuis 1968 car basé sur des Noirs)
- Ain't We Got Fun (1937)
- Daffy et l'Apprenti chasseur (Daffy Duck and Egghead, 1938) (La scène ou le chasseur tire sur un spectateur est parfois censurée aux États-Unis)
- Egghead Rides Again (1937)
- A Sunbonnet Blue (1937)
- Le Jardin de Porky (Porky's Garden, 1937) (dans le domaine public)
- Un marin d'eau douce (I Wanna Be a Sailor, 1937) (dans le domaine public)
- The Sneezing Weasel (1937)
- Entre chien et loup (Little Red Walking Hood, 1937)
- Le Défilé des pingouins (The Penguin Parade, 1938)
- L'Île de Pingo Pongo (The Isle of Pingo Pongo, 1938) (cartoon censuré aux États-Unis de 1968 à 2017, et aujourd'hui en France car basé sur des Indigènes)
- A Feud There Was (1938)
- Johnny Smith and Poker-Huntas (1938) (censuré)
- Daffy à Hollywood (Daffy Duck in Hollywood, 1938)
- Cendrillon s'émancipe (Cinderella Meets Fella, 1938)
- Un crochet qui accroche (Hamateur Night, 1939) (dans le domaine public)
- The Mice Will Play (1938)
- Une journée au zoo (A Day at the Zoo, 1939) (La scène des « chameaux fumeurs » est retirée de certaines copies américaines par cause de publicité pour le tabac) (dans le domaine public)
- Le crime ne paie pas (Thugs with Dirty Mugs) (1939) (dans le domaine public)
- Believe It or Else (1939) (Une scène censurée sur certaines copies)
- Dan McFoo le terrible (Dangerous Dan McFoo) (1939)
- Detouring America (1939) (Deux scènes censurées sur certaines copies)
- Land of the Midnight Fun (1939)
- Fresh Fish (1939)
- Screwball Football (1939) (Deux gags parfois censurés aux États-Unis)
- Premier au moulin, premier au grain (The Early Worm Gets the Bird, 1940) (dans le domaine public)
- Les Sept Merveilles du monde (Cross Country Detours, 1940) (Le gag sur le gros plan du coassement de la grenouille est parfois censuré aux États-Unis)
- 3 ours et un chaperon rouge (The Bear's Tale) (1940)
- Les Contes de ma mère l'oie (A Gander at Mother Goose) (1940)
- Le Cirque aujourd'hui (Circus Today, 1940)
- Un chasseur sachant chasser (A Wild Hare, 1940)
- Ceiling Hero (1940)
- Wacky Wild Life (1940)
- La Chasse au renard (Of Fox and Hounds) (1940) (Le chien et le renard)
- Holiday Highlights (1940)
- La Caille foldingue (The Crackpot Quail) (1941) (Différentes versions sonores)
- The Haunted Mouse (1941) (dans le domaine public)
- La tortue bat le lièvre (Tortoise Beats Hare) (1941) (La tortue bat le lièvre)
- Une soirée hollywoodienne (Hollywood Steps Out, 1941) (dans le domaine public)
- Porky en avant-première (Porky's Preview) (1941) (La scène avec Al Jolson chantant September in the rain (en) est souvent censurée car basé sur un Noir) (dans le domaine public)
- Une vie de lapin (The Heckling Hare, 1941)
- Le Tour du monde en avion (Aviation Vacation) (1941) (une scène censurée car basée sur des Indigènes)
- All This and Rabbit Stew (1941) (non crédité) (Censuré aux États-Unis de 1968 à 2017 car basé sur des Noirs) (dans le domaine public)
- The Bug Parade (1941)
- Deux Pauvres Orphelins (The Cagey Canary, 1941) (non crédité et achevé par Bob Clampett)
- Aloha Hooey (1942) (non crédité)
- Crazy Cruise (1942) (non crédité et achevé par Bob Clampett) (deux scènes censurées dont une parce qu'étant de la propagande anti-japonaise)

#### Paramount
- Speaking of Animals Down on the Farm (1941)
- Speaking of Animals Down in a Pet Shop (1941)
- Speaking of Animals Down in the Zoo (1941)

#### MGM cartoon studio (Metro-Goldwyn-Mayer)
- Le Très Méchant Loup[6] (Blitz Wolf, 1942) (Der Gross méchant loup) (Un panneau modifié par trucage numérique et un gag censuré car propagande anti-japonaise)
- L'Oiseau matinal[6] (The Early Bird Dood It!, 1942)
- Droopy fin limier[6] (Dumb-Hounded, 1943) (Entourloupe)
- Le Petit Chaperon chauffé à blanc (Red Hot Riding Hood) (1943) (Le Petit Chaperon chauffé à blanc)
- Who Killed Who? (en) (1943) (Qui a tué qui?)
- Quel petit cochon[6] (One Ham's Family, 1943) (La Famille jambonneau)
- Qui a trop faim ?[6] (What's Buzzin' Buzzard?, 1943) (Mieux vautour que jamais)
- Casse-noisettes et ses copains[6] (Screwball Squirrel, 1944) (L'Écureuil chtarbé)
- Batty Baseball (1944) (La Batte folle)
- Casse-noisettes fait le fou[6] (Happy-Go-Nutty, 1944) (À chtarbé, chtarbé et demi) (Un gag censuré pour ses allusions racistes)
- Casse-noisettes s'amuse[6] (Big Heel-Watha, 1944) (Mou du nougat)
- Casse-noisettes fait l'école buissonnière[6] (The Screwy Truant, 1945) (L'Écureuil buissonnier)
- Droopy en Alaska[6] (The Shooting of Dan McGoo, 1945) (Le Meurtre de Dan McGoo)
- Jerky Turkey (1945) (Digne dindon)
- Les Métamorphoses de Cendrillon[6] (Swing Shift Cinderella, 1945) (Cendrillon fait les trois huit)
- Entre chien et loup[6] (Wild and Woolfy, 1945) (Le Grand Méchant Louche)
- Lenny s'ennuie[6] (Lonesome Lenny, 1945)
- Plouc à bec (The Hick Chick, 1946)
- Police montée[6] (Northwest Hounded Police, 1946) (Un de la police montée)
- Méfiez-vous des cocottes[6] (Henpecked Hoboes, 1946) (Viens pou-poule) (Un gag censuré pour ses allusions racistes)
- George et Junior vagabonds[6] (Hound Hunters, 1947) (Chasseurs de chien)
- Pas de fumée sans feu[6] (Red Hot Rangers, 1947) (Les Chevaliers du feu)
- La Cabane de l'oncle Tom[6] (Uncle Tom's Cabaña, 1947) (cartoon censuré car basé sur des Noirs)
- Le Lion flagada[6] (Slap Happy Lion, 1947)
- Drôle de canari[6] (King-Size Canary, 1947) (Le Canari de 500 kg)
- Homère la puce[6] (What Price Fleadom, 1948) (Un jour ma puce viendra)
- Le putois amoureux[6] (Little Tinker, 1948) (Parfum de sconse)
- Le Pygmée demi-portion[6] (Half-Pint Pygmy, 1948) (cartoon censuré car caricaturant une minorité ethnique)
- Lucky Ducky (1948) (Canard veinard) (Un gag censuré pour ses allusions racistes)
- Le Chat misanthrope[6] (The Cat that Hated People, 1948) (Le Chat qui détestait les gens)
- Le Noiraud porte malheur[6] (Bad Luck Blackie, 1949) (Blackie la poisse)
- Droopy toréador[6] (Señor Droopy, 1949)
- La Maison de demain[6] (The House of Tomorrow, 1949)
- Le Coup du lapin[6] (Doggone Tired, 1949)
- Wags to Riches (1949)
- Les Deux Chaperons rouges[6] (Little Rural Riding Hood, 1949) (Le petit chaperon rural)
- Droopy chasseur[6] (Out-Foxed, 1949)
- The Counterfeit Cat (1949)
- Tom ventriloque[6] (Ventriloquist Cat, 1950)
- Tom et le Coucou[6] (The Cuckoo Clock, 1950)
- Entre chien et taupe[6] (Garden Gopher, 1950) (Un gag censuré pour ses allusions racistes)
- Droopy sportif[6] (The Chump Champ, 1950)
- Le Gentil Cordonnier[6] (The Peachy Cobbler, 1950)
- Le Chant du coq[6] (Cock-a-Doodle Dog, 1951)
- Droopy l'intrépide[6] (Daredevil Droopy, 1951) (Deux gags censurés pour des allusions racistes)
- Un boy-scout émérite[6] (Droopy's Good Deed, 1951) (Plusieurs gags censurés selon les versions pour des allusions racistes)
- Symphonie argotique (Symphony in Slang) (1951)
- La Voiture de demain[6] (Car of Tomorrow, 1951)
- Droopy et son frère[6] (Droopy's Double Trouble, 1951)
- Magical Maestro (1952) (Le Chef d'orchestre illusionniste ou Tom et le Magicien)[6]
- La Famille taxi[6] (One Cab's Family, 1952)
- Rock-a-Bye Bear (1952)
- Bébé avion à réaction[6] (Little Johnny Jet, 1953) (Johnny le petit jet)
- La TV de demain[6] (T.V. of Tomorrow, 1953)
- The Three Little Pups (1953)
- Droopy à la conquête de l'Ouest[6] (Drag-a-Long Droopy, 1954)
- Billy Boy (1954)
- Droopy pionnier[6] (Homesteader Droopy, 1954)
- La Ferme de demain[6] (The Farm of Tomorrow, 1954)
- Le Cirque des puces[6] (The Flea Circus, 1954)
- Droopy chef d'orchestre[6] (Dixieland Droopy, 1954)
- Pêcheur et chasseur[6] (Field and Scream, 1955)
- Le Premier Truand texan[6] (The First Bad Man, 1955)
- Droopy shérif[6] (Deputy Droopy, 1955) (achevé par Michael Lah)
- Mise en boîte[6] (Cellbound, 1955) (Dernier film de Tex Avery pour MGM, achevé par Michael Lah)
- Millionaire Droopy (1956) (Remake en Cinemascope de Wags to Riches (1949) par William Hanna et Joseph Barbera)
- Cat's Meow (1957) (Remake en Cinemascope de Ventriloquist Cat (1950) par William Hanna et Joseph Barbera)

#### Walter Lantz Studio (Universal)
- Le Meilleur Ami du chien[6] (Crazy Mixed Up Pup, 1954)
- Chaudes les fourrures[6] (I'm Cold, 1954)
- La Légende du rocher pointu[6] (The Legend of Rockabye Point, 1955)
- Chut...[6] (Sh-h-h-h-h-h, 1955)

## Culture

### Cinéma
- Le film The Mask en 1994, rend clairement hommage à Tex Avery. Le personnage de Stanley Ipkiss, interprété par Jim Carrey, possède des cassettes vidéos du Texan ; et on peut le voir en train de regarder l'épisode Red Hot Riding Hood, mettant en scène le personnage du loup.

### Télévision
- La série TV Le Monde fou de Tex Avery (The Wacky World of Tex Avery) a rendu hommage à Tex Avery.

### Littérature
- Dans le livre The 50 Greatest Cartoons, écrit par l'historien du cinéma d'animation Jerry Beck (en), 5 cartoons réalisés par Avery apparaissent dans le top 50 des meilleurs cartoons de tous les temps : Red Hot Riding Hood (7e), King-Size Canary (10e), Bad Luck Blackie (15e), Little Rural Riding Hood (22e) et Northwest Hounded Police (28e).